# Tom Kerwin
Thomas Vincent Kerwin, detto Tom (7 luglio 1944), è un ex cestista statunitense, professionista nella ABA.

## Carriera
Venne selezionato dai San Francisco Warriors al quinto giro del Draft NBA 1966 (43ª scelta assoluta).